# IBU Cup 2025-2026
Ne doit pas être confondu avec Coupe du monde de biathlon 2025-2026.
Navigation
Édition précédente Édition suivante
L'IBU Cup 2025/2026 est la dix-huitième édition de l'IBU Cup de biathlon. Elle se déroule entre le 4 décembre 2025 et le 7 mars 2026. La compétition comprend 8 étapes. La saison est ponctuée en janvier par les championnats d'Europe 2026 à Sjusjøen, qui font partie intégrante de l'IBU Cup.

## Programme
La saison 2025-2026 est organisée selon le calendrier suivant :
| Étape | Lieu                | Date début       | Date fin         |
| ----- | ------------------- | ---------------- | ---------------- |
| 1     | Obertilliach        | 4 décembre 2025  | 7 décembre 2025  |
| 2     | Ridnaun-Val Ridanna | 11 décembre 2025 | 14 décembre 2025 |
| 3     | Lenzerheide         | 17 décembre 2025 | 20 décembre 2025 |
| 4     | Arber               | 8 janvier 2026   | 11 janvier 2026  |
| 5     | Brezno-Osrblie      | 14 janvier 2026  | 17 janvier 2026  |
| ChE   | Sjusjøen            | 29 janvier 2026  | 1er février 2026 |
| 6     | Sjusjøen            | 4 février 2026   | 7 février 2026   |
| 7     | Lake Placid         | 26 février 2026  | 1er mars 2026    |
| 8     | Lake Placid         | 4 mars 2026      | 7 mars 2026      |

| \| Obertilliach Ridnaun-Val Ridanna Lenzerheide Arber Osrblie Sjusjøen \| Les sites des compétitions en Europe |
| Obertilliach Ridnaun-Val Ridanna Lenzerheide Arber Osrblie Sjusjøen                                            |

## Attribution des points
| Place  | 1  | 2  | 3  | 4  | 5  | 6  | 7  | 8  | 9  | 10 | 11 | 12 | 13 | 14 | 15 | 16 | 17 | 18 | 19 | 20 | 21 | 22 | 23 | 24 | 25 | 26 | 27 | 28 | 29 | 30 | 31 | 32 | 33 | 34 | 35 | 36 | 37 | 38 | 39 | 40 |
| ------ | -- | -- | -- | -- | -- | -- | -- | -- | -- | -- | -- | -- | -- | -- | -- | -- | -- | -- | -- | -- | -- | -- | -- | -- | -- | -- | -- | -- | -- | -- | -- | -- | -- | -- | -- | -- | -- | -- | -- | -- |
| Points | 90 | 75 | 60 | 50 | 45 | 40 | 36 | 34 | 32 | 31 | 30 | 29 | 28 | 27 | 26 | 25 | 24 | 23 | 22 | 21 | 20 | 19 | 18 | 17 | 16 | 15 | 14 | 13 | 12 | 11 | 10 | 9  | 8  | 7  | 6  | 5  | 4  | 3  | 2  | 1  |

## Classements

### Classements généraux
| Rang | Nom | Points | Victoire(s) | Podium(s) |
| ---- | --- | ------ | ----------- | --------- |
| 1    | -   |        |             |           |
| 2    | -   |        |             |           |
| 3    | -   |        |             |           |
| 4    | -   |        |             |           |
| 5    | -   |        |             |           |
| 6    | -   |        |             |           |
| 7    | -   |        |             |           |
| 8    | -   |        |             |           |
| 9    | -   |        |             |           |
| 10   | -   |        |             |           |

| Rang | Nom | Points | Victoire(s) | Podium(s) |
| ---- | --- | ------ | ----------- | --------- |
| 1    | -   |        |             |           |
| 2    | -   |        |             |           |
| 3    | -   |        |             |           |
| 4    | -   |        |             |           |
| 5    | -   |        |             |           |
| 6    | -   |        |             |           |
| 7    | -   |        |             |           |
| 8    | -   |        |             |           |
| 9    | -   |        |             |           |
| 10   | -   |        |             |           |

## Calendrier et podiums

### Hommes
| Étape                                                                   | Lieu                | Épreuve                | Date             | Vainqueur | Deuxième | Troisième | Leader du classement général |
| ----------------------------------------------------------------------- | ------------------- | ---------------------- | ---------------- | --------- | -------- | --------- | ---------------------------- |
| 1                                                                       | Obertilliach        | Sprint 10 km           | 4 décembre 2025  | -         | -        | -         | -                            |
| 1                                                                       | Obertilliach        | Sprint 10 km           | 6 décembre 2025  | -         | -        | -         | -                            |
| 1                                                                       | Obertilliach        | Poursuite 12,5 km      | 7 décembre 2025  | -         | -        | -         | -                            |
| 2                                                                       | Ridnaun-Val Ridanna | Individuel 20 km       | 11 décembre 2025 | -         | -        | -         | -                            |
| 2                                                                       | Ridnaun-Val Ridanna | Sprint 10 km           | 13 décembre 2025 | -         | -        | -         | -                            |
| 2                                                                       | Ridnaun-Val Ridanna | Poursuite 12,5 km      | 14 décembre 2025 | -         | -        | -         | -                            |
| 3                                                                       | Lenzerheide         | Sprint 10 km           | 19 décembre 2025 | -         | -        | -         | -                            |
| 3                                                                       | Lenzerheide         | Mass-Start 60 15 km    | 20 décembre 2025 | -         | -        | -         | -                            |
| 4                                                                       | Arber               | Individuel court 15 km | 8 janvier 2026   | -         | -        | -         | -                            |
| 4                                                                       | Arber               | Sprint 10 km           | 10 janvier 2026  | -         | -        | -         | -                            |
| 4                                                                       | Arber               | Poursuite 12,5 km      | 11 janvier 2026  | -         | -        | -         | -                            |
| 5                                                                       | Brezno-Osrblie      | Sprint 10 km           | 16 janvier 2026  | -         | -        | -         | -                            |
| 5                                                                       | Brezno-Osrblie      | Mass-Start 60 15 km    | 17 janvier 2026  | -         | -        | -         | -                            |
| Championnats d'Europe de biathlon 2026 (28 janvier au 1er février 2026) |                     |                        |                  |           |          |           |                              |
| CE                                                                      | Sjusjøen            | Individuel 20 km       | 28 janvier 2026  | -         | -        | -         | -                            |
| CE                                                                      | Sjusjøen            | Sprint 10 km           | 30 janvier 2026  | -         | -        | -         | -                            |
| CE                                                                      | Sjusjøen            | Poursuite 12,5 km      | 31 janvier 2026  | -         | -        | -         | -                            |
| Fin des championnats d'Europe                                           |                     |                        |                  |           |          |           |                              |
| 6                                                                       | Sjusjøen            | Sprint 10 km           | 6 février 2026   | -         | -        | -         | -                            |
| 6                                                                       | Sjusjøen            | Poursuite 12,5 km      | 7 février 2026   | -         | -        | -         | -                            |
| 7                                                                       | Lake Placid         | Individuel court 15 km | 26 février 2026  | -         | -        | -         | -                            |
| 7                                                                       | Lake Placid         | Sprint 10 km           | 28 février 2026  | -         | -        | -         | -                            |
| 7                                                                       | Lake Placid         | Poursuite 12,5 km      | 1er mars 2026    | -         | -        | -         | -                            |
| 8                                                                       | Lake Placid         | Sprint 10 km           | 6 mars 2026      | -         | -        | -         | -                            |
| 8                                                                       | Lake Placid         | Mass-Start 60 15 km    | 7 mars 2026      | -         | -        | -         | -                            |

### Femmes
| Étape                                                                   | Lieu                | Épreuve                  | Date             | Vainqueur | Deuxième | Troisième | Leader du classement général |
| ----------------------------------------------------------------------- | ------------------- | ------------------------ | ---------------- | --------- | -------- | --------- | ---------------------------- |
| 1                                                                       | Obertilliach        | Sprint 7,5 km            | 4 décembre 2025  | -         | -        | -         | -                            |
| 1                                                                       | Obertilliach        | Sprint 7,5 km            | 6 décembre 2025  | -         | -        | -         | -                            |
| 1                                                                       | Obertilliach        | Poursuite 10 km          | 7 décembre 2025  | -         | -        | -         | -                            |
| 2                                                                       | Ridnaun-Val Ridanna | Individuel 15 km         | 11 décembre 2025 | -         | -        | -         | -                            |
| 2                                                                       | Ridnaun-Val Ridanna | Sprint 7,5 km            | 13 décembre 2025 | -         | -        | -         | -                            |
| 2                                                                       | Ridnaun-Val Ridanna | Poursuite 10 km          | 14 décembre 2025 | -         | -        | -         | -                            |
| 3                                                                       | Lenzerheide         | Sprint 7,5 km            | 19 décembre 2025 | -         | -        | -         | -                            |
| 3                                                                       | Lenzerheide         | Mass-Start 60 12,5 km    | 20 décembre 2025 | -         | -        | -         | -                            |
| 4                                                                       | Arber               | Individuel court 12,5 km | 8 janvier 2026   | -         | -        | -         | -                            |
| 4                                                                       | Arber               | Sprint 7,5 km            | 10 janvier 2026  | -         | -        | -         | -                            |
| 4                                                                       | Arber               | Poursuite 10 km          | 11 janvier 2026  | -         | -        | -         | -                            |
| 5                                                                       | Brezno-Osrblie      | Sprint 7,5 km            | 16 janvier 2026  | -         | -        | -         | -                            |
| 5                                                                       | Brezno-Osrblie      | Mass-Start 60 12,5 km    | 17 janvier 2026  | -         | -        | -         | -                            |
| Championnats d'Europe de biathlon 2026 (28 janvier au 1er février 2026) |                     |                          |                  |           |          |           |                              |
| CE                                                                      | Sjusjøen            | Individuel 15 km         | 28 janvier 2026  | -         | -        | -         | -                            |
| CE                                                                      | Sjusjøen            | Sprint 7,5 km            | 30 janvier 2026  | -         | -        | -         | -                            |
| CE                                                                      | Sjusjøen            | Poursuite 10 km          | 31 janvier 2026  | -         | -        | -         | -                            |
| Fin des championnats d'Europe                                           |                     |                          |                  |           |          |           |                              |
| 6                                                                       | Sjusjøen            | Sprint 7,5 km            | 6 février 2026   | -         | -        | -         | -                            |
| 6                                                                       | Sjusjøen            | Poursuite 10 km          | 7 février 2026   | -         | -        | -         | -                            |
| 7                                                                       | Lake Placid         | Individuel court 12,5 km | 26 février 2026  | -         | -        | -         | -                            |
| 7                                                                       | Lake Placid         | Sprint 7,5 km            | 28 février 2026  | -         | -        | -         | -                            |
| 7                                                                       | Lake Placid         | Poursuite 10 km          | 1er mars 2026    | -         | -        | -         | -                            |
| 8                                                                       | Lake Placid         | Sprint 7,5 km            | 6 mars 2026      | -         | -        | -         | -                            |
| 8                                                                       | Lake Placid         | Mass-Start 60 12,5 km    | 7 mars 2026      | -         | -        | -         | -                            |

### Relais

#### Hommes / femmes
| Étape                                                                   | Lieu     | Épreuve                  | Date             | Vainqueur | Deuxième | Troisième | Leader du classement du relais |
| ----------------------------------------------------------------------- | -------- | ------------------------ | ---------------- | --------- | -------- | --------- | ------------------------------ |
| Championnats d'Europe de biathlon 2026 (28 janvier au 1er février 2026) |          |                          |                  |           |          |           |                                |
| ChE                                                                     | Sjusjøen | Relais Femmes 4 × 6 km   | 1er février 2025 | -         | -        | -         |                                |
| ChE                                                                     | Sjusjøen | Relais Hommes 4 × 7,5 km | 1er février 2025 | -         | -        | -         |                                |
| Fin des championnats d'Europe                                           |          |                          |                  |           |          |           |                                |

#### Mixte
| Étape | Lieu           | Épreuve                         | Date             | Vainqueur | Deuxième | Troisième | Leader des classements du relais hommes / femmes |
| ----- | -------------- | ------------------------------- | ---------------- | --------- | -------- | --------- | ------------------------------------------------ |
| 3     | Lenzerheide    | Relais simple 6 km H + 7,5 km F | 17 décembre 2025 | -         | -        | -         | -                                                |
| 3     | Lenzerheide    | Relais 2 × 6 km H + 2 × 6 km F  | 17 décembre 2025 | -         | -        | -         | -                                                |
| 5     | Brezno-Osrblie | Relais simple 6 km F + 7,5 km H | 14 janvier 2026  | -         | -        | -         | -                                                |
| 5     | Brezno-Osrblie | Relais 2 × 6 km F + 2 × 6 km H  | 14 janvier 2026  | -         | -        | -         | -                                                |
| 6     | Sjusjøen       | Relais simple 6 km H + 7,5 km F | 4 février 2026   | -         | -        | -         | -                                                |
| 6     | Sjusjøen       | Relais 2 × 6 km H + 2 × 6 km F  | 4 février 2026   | -         | -        | -         | -                                                |
| 8     | Lake Placid    | Relais simple 6 km H + 7,5 km F | 6 mars 2026      | -         | -        | -         | -                                                |
| 8     | Lake Placid    | Relais 2 × 6 km H + 2 × 6 km F  | 6 mars 2026      | -         | -        | -         | -                                                |